# Atletica leggera ai Giochi della XVI Olimpiade - Lancio del martello

Video della Finale (film ufficiale dei Giochi)

La competizione del lancio del martello di atletica leggera ai Giochi della XVI Olimpiade si è disputata il giorno 24 novembre 1956 al Melbourne Cricket Ground.

## L'eccellenza mondiale
| Campione olimpico 1952  | 60,34        | József Csermák     | Presente |
| Campione europeo 1954   | 63,34        | Michail Krivonosov | Presente |
| Primatista mondiale     | 68,54 (1956) | Harold Connolly    | Presente |
| Vincitore selezioni USA | 60,24        | Albert Hall        | Presente |

La stagione ha fatto registrare ben 6 record del mondo, in un confronto a distanza tra il sovietico Krivonosov (da 65,85 a 67,32) e l'americano Connolly (da 66,71 a 68,54).

## Risultati

### Turno eliminatorio
Qualificazione54,00 m
Quindici atleti ottengono la misura richiesta.

La miglior prestazione appartiene ad Anatolij Samocvetov (URSS) con 59,53 m.
| Pos. | Atleta              | Nazione          | Misura | Lanci | Lanci | Lanci |
| Pos. | Atleta              | Nazione          | Misura | 1°    | 2°    | 3°    |
| ---- | ------------------- | ---------------- | ------ | ----- | ----- | ----- |
| 1    | Anatolij Samocvetov | Unione Sovietica | 59,53  | 59,53 | -     | -     |
| 2    | Krešo Račić         | Jugoslavia       | 59,06  | 59,06 | -     | -     |
| 3    | Harold Connolly     | Stati Uniti      | 59,05  | 59,05 | -     | -     |
| 4    | Alfons Niklas       | Polonia          | 58,46  | 52,11 | 58,46 | -     |
| 5    | Tadeusz Rut         | Polonia          | 58,07  | 58,07 | -     | -     |
| 6    | József Csermák      | Ungheria         | 57,95  | 57,95 | -     | -     |
| 7    | Al Hall             | Stati Uniti      | 57,50  | 57,50 | -     | -     |
| 8    | Dmitrij Egorov      | Unione Sovietica | 57,03  | 57,03 | -     | -     |
| 9    | Sverre Strandli     | Norvegia         | 56,32  | 56,32 | -     | -     |
| 10   | Birger Asplund      | Svezia           | 55,03  | 55,03 | -     | -     |
| 11   | Peter Allday        | Gran Bretagna    | 54,98  | 54,98 | -     | -     |
| 12   | Guy Husson          | Francia          | 54,98  | 54,98 | -     | -     |
| 13   | Don Anthony         | Gran Bretagna    | 54,89  | 53,10 | 54,89 | -     |
| 14   | Muhammad Iqbal      | Pakistan         | 54,59  | 54,59 | -     | -     |
| 15   | Michail Krivonosov  | Unione Sovietica | 54,53  | 54,53 | -     | -     |
| 16   | Song Gyo-Sik        | Corea del Sud    | 53,74  | 53,30 | n     | 53,74 |
| 17   | Yoshio Kojima       | Giappone         | 53,48  | 50,67 | 53,48 | 52,16 |
| 18   | Alejandro Díaz      | Cile             | 52,23  | n     | 52,23 | 51,33 |
| 19   | Charlie Morris      | Australia        | 49,35  | n     | 49,35 | foul  |
| 20   | Neville Gadsden     | Australia        | 48,84  | n     | n     | 48,84 |
| 21   | Martin Crowe        | Australia        | 48,43  | 45,76 | 48,25 | 48,43 |
| 22   | Fumio Kamamoto      | Giappone         | 44,70' | 40,72 | n     | 44,70 |

### Finale
Krivonosov si mette presto al comando con 63,03 (nuovo record dei Giochi), ma Connolly riesce a scavalcarlo di 16 cm al quinto lancio, l'ultimo regolare della sua gara.
| Pos.    | Atleta              | Età | Nazione          | Misura | Lanci | Lanci | Lanci | Lanci | Lanci | Lanci |
| Pos.    | Atleta              | Età | Nazione          | Misura | 1°    | 2°    | 3°    | 4°    | 5°    | 6°    |
| ------- | ------------------- | --- | ---------------- | ------ | ----- | ----- | ----- | ----- | ----- | ----- |
| Oro     | Harold Connolly     | 25  | Stati Uniti      | 63,19  | n     | 60,92 | 62,65 | 61,76 | 63,19 | n     |
| Argento | Michail Krivonosov  | 27  | Unione Sovietica | 63,03  | 60,59 | 63,00 | 63,03 | n     | n     | n     |
| Bronzo  | Anatolij Samocvetov | 23  | Unione Sovietica | 62,56  | 62,10 | 58,13 | 61,94 | 60,22 | 59,20 | 62,56 |
| 4       | Al Hall             | 22  | Stati Uniti      | 61,96  | 57,76 | 61,83 | n     | 61,58 | n     | 61,96 |
| 5       | József Csermák      | 24  | Ungheria         | 60,70  | 58,27 | 58,43 | 60,70 | n     | 59,10 | n     |
| 6       | Krešo Račić         | 24  | Jugoslavia       | 60,36  | 57,99 | 60,36 | n     | n     | 58,07 | 55,09 |
| 7       | Dmitrij Egorov      | 25  | Unione Sovietica | 60,22  | 60,22 | n     | n     |       |       |       |
| 8       | Sverre Strandli     | 31  | Norvegia         | 59,21  | 58,62 | 58,49 | 59,21 |       |       |       |
| 9       | Peter Allday        | 29  | Gran Bretagna    | 58,00  | 57,78 | 57,06 | 58,00 |       |       |       |
| 10      | Alfons Niklas       | 27  | Polonia          | 57,70  | 57,70 | n     | n     |       |       |       |
| 11      | Muhammad Iqbal      | 29  | Pakistan         | 56,97  | 56,45 | 55,24 | 56,97 |       |       |       |
| 12      | Don Anthony         | 28  | Gran Bretagna    | 56,72  | n     | 55,22 | 56,72 |       |       |       |
| 13      | Guy Husson          | 25  | Francia          | 55,02  | n     | n     | 55,02 |       |       |       |
| 14      | Tadeusz Rut         | 25  | Polonia          | 53,43  | n     | n     | 53,43 |       |       |       |
| 15      | Birger Asplund      | 27  | Svezia           | NM     | n     | n     | n     |       |       |       |